# 戦国山城ミュージアム
戦国山城ミュージアム（せんごくやましろミュージアム）は、岐阜県可児市にある博物館である。
可児市の条例での名称は可児市戦国山城ミュージアムである。

## 概要
- 国の史跡に指定されている金山城跡を中心とした文化財等の保存展示を行う施設である[1]。金山城以外の可児市の山城（今城、明智城、久々利城など）の資料も展示する。
- 可児郡兼山町が、旧・兼山尋常高等小学校校舎（木造懸造3階建、1885年（明治18年）竣工）を解体修理し、1994年（平成6年）8月に兼山町歴史民俗資料館として開館[2][1]。兼山町の民具と金山城跡の出土品を展示していた[3]。2005年（平成17年）に兼山町が可児市に編入されると兼山歴史民俗資料館に改称する。2017年（平成29年）から建物の耐震改修工事に着手、同時に可児市内の山城及び金山城の城下町（兼山湊）を中心とする展示を充実[4]。2018年（平成30年）6月30日に戦国山城ミュージアムにリニューアルする。
- 離れの蔵を改造した分館があり、消防に関する資料、及び植物や昆虫、野鳥に関する資料が展示されている。

## 主な展示内容
- 兼山町の紹介
- 兼山湊
- 可児市内の山城（金山城、今城、明智城、久々利城、土田城、大森城、室原城、塩河城など）
- 森可成に関する展示
- 森長可に関する展示
- 森蘭丸に関する展示
- 名鉄八百津線関連の資料（写真、切符、兼山駅駅名表示板など）
- 消防に関する資料
- 植物や昆虫、野鳥に関する資料
- 金山城城門（二の門）

犬山市瑞泉寺より移築。2025年（令和7年）3月15日に披露された

## 利用案内
- 所在地：岐阜県可児市兼山675-1
- 開館時間：9:00 - 16:30[6]
- 休館日：月曜日（月曜日が祝日の場合は開館）、祝日の翌日、年末年始（12月28日 - 1月4日）[6]
- 入館料：一般210円　高校生以下無料
  - 選べる共通入館券（可児郷土歴史館・戦国山城ミュージアム・荒川豊蔵資料館)のうち2館を選んで入館可能な券）310円[6]

## 交通アクセス

### 公共交通機関
- YAOバス「元兼山町役場前」より徒歩約1分
  - 名鉄広見線明智駅よりYAOバス「八百津町ファミリーセンター前」行き

### 自動車
- 東海環状自動車道可児御嵩ICより約10分

## 周辺施設
- 旧・兼山町役場
- 兼山公民館
- 可児市観光交流館
- 可児市立兼山小学校
- 金山城跡
- 旧・兼山駅跡